# NGC 4293
NGC 4293 је спирална галаксија у сазвежђу Береникина коса која се налази на NGC листи објеката дубоког неба.
Деклинација објекта је + 18° 22' 58" а ректасцензија 12h 21m 12,9s. Привидна величина (магнитуда) објекта NGC 4293 износи 10,3 а фотографска магнитуда 11,2. Налази се на удаљености од 17,0000 милиона парсека од Сунца. NGC 4293 је још познат и под ознакама UGC 7405, MCG 3-32-6, CGCG 99-23, VCC 460, IRAS 12186+1839, PGC 39907.